# Preu

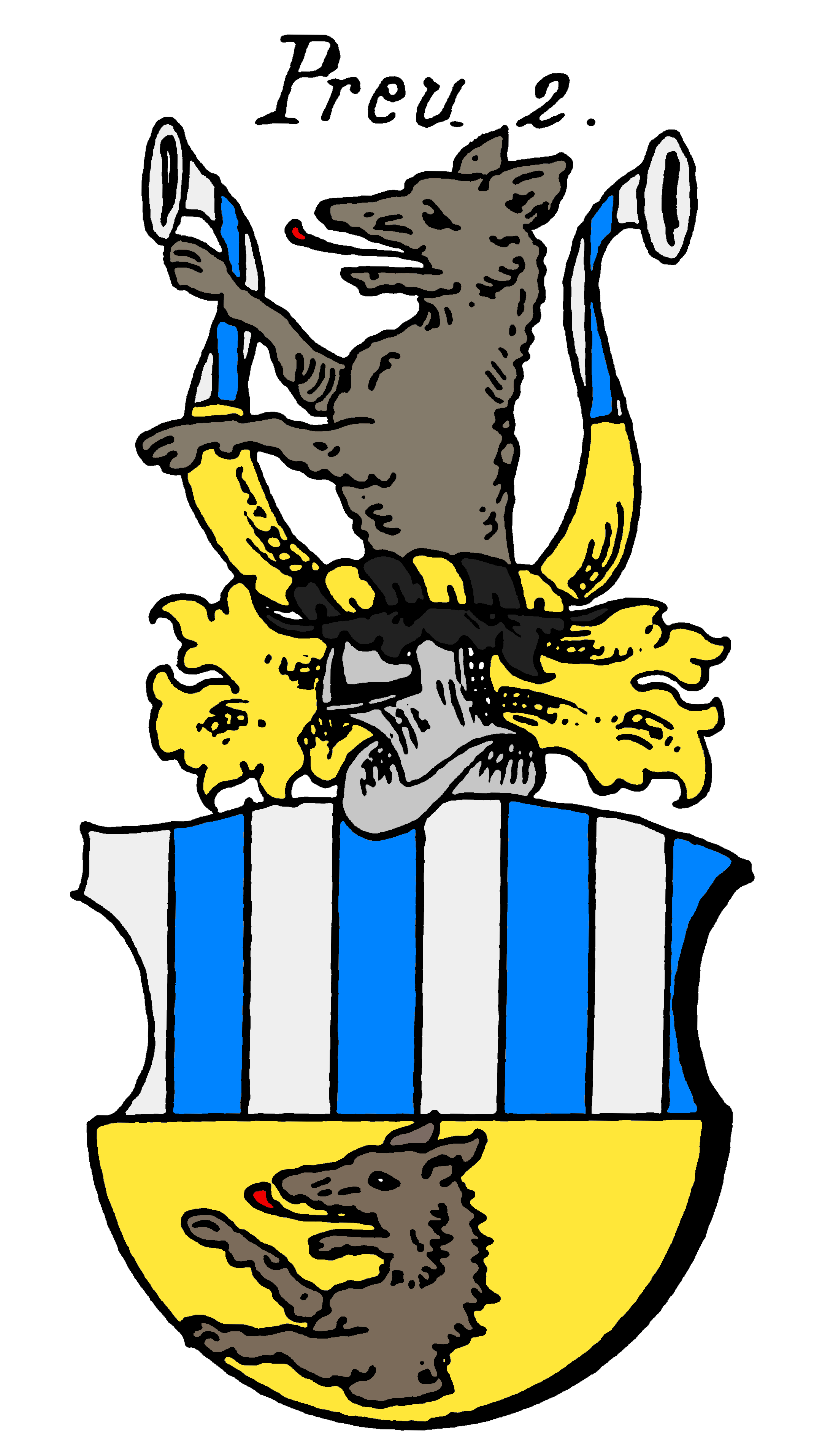
Wappen der Preu

Die Preu sind ein fränkisches Adelsgeschlecht mit dem Stammsitz in Weißenburg in Bayern, einer Großen Kreisstadt im mittelfränkischen Landkreis Weißenburg-Gunzenhausen. Die Preu sind eine alte Patrizierfamilie der Reichsstadt Weißenburg. Erste Erwähnung findet sich mit Peter Jakob Preu (1440–1518).

## Geschichte
Am 15. November 1530 wurde mit einer großen Mehrheit unter Peter von Preu (1464–1550) als Herr des Innern Rates und Wahlherr in der St.-Andreas-Kirche zu Weißenburg beschlossen, die Confessio Augustana anzunehmen und dadurch evangelisch zu werden. Der Patrizier, Herr des Innern Rates und Wahlherr Peter von Preu, wurde am 28. März 1538 vom König und nachmaligen Kaiser des Heiligen Römischen Reiches Ferdinand I. in den Adelsstand erhoben. Der Wappenbrief wird als Faksimile aus dem Jahr 1760 beim Altertumsverein in Weißenburg aufbewahrt, das Original befindet sich auf dem Hradschin in Prag bzw. im Historischen Archiv des Germanischen Nationalmuseums, Nürnberg.

## Wappen
Das Wappen ist geteilt, oben von Silber und Blau siebenmal gespalten, unten in Gold ein wachsender natürlicher Wolf. Auf dem Helm mit schwarz-goldenen Helmdecken der wachsende Wolf zwischen zwei Büffelhörnern, die silber-golden geteilt und oben mit einem blauen Pfahl belegt sind.

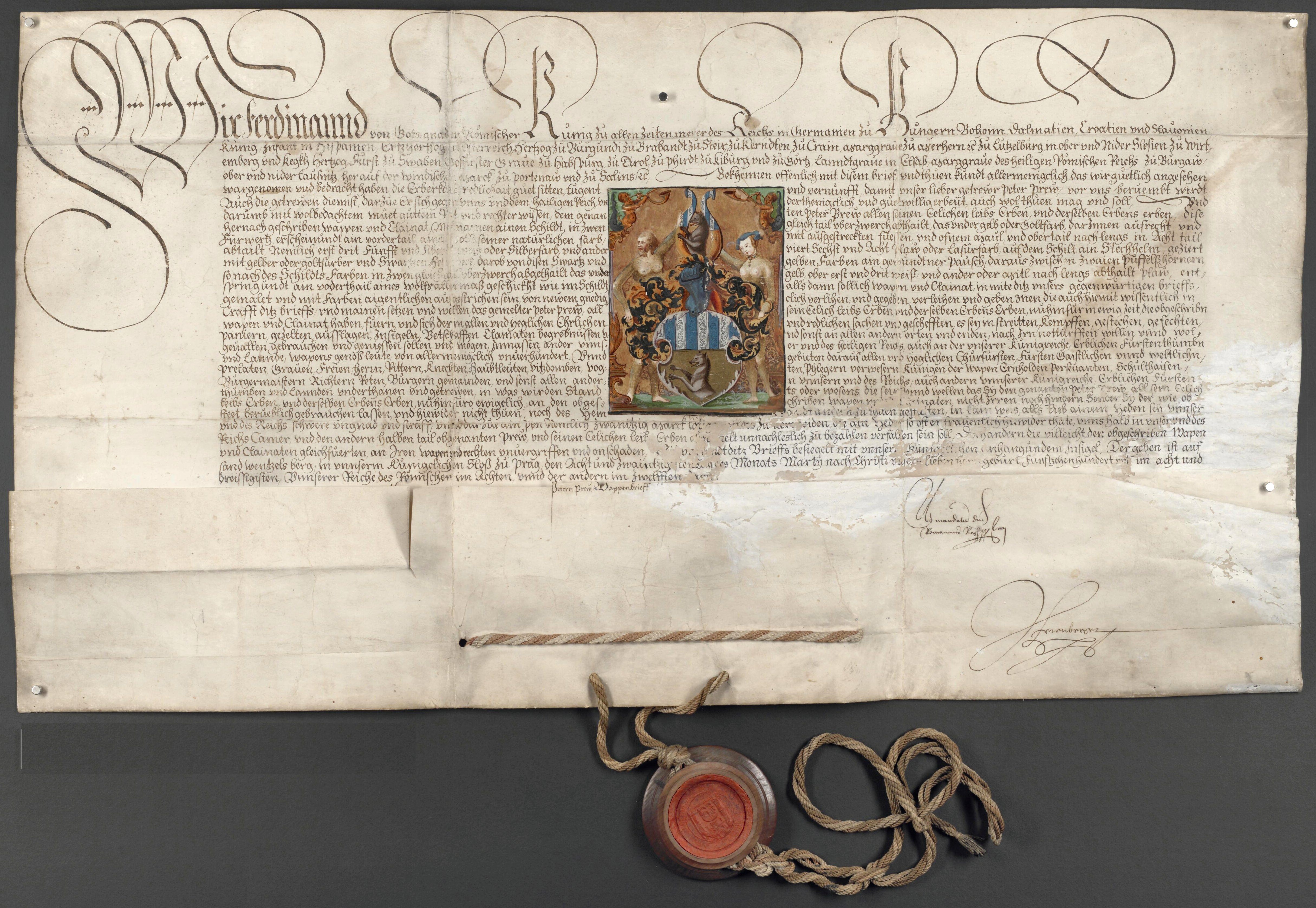
Wappenbrief der Preu, 1538

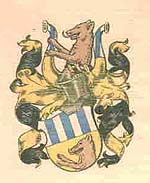
Wappen der Preu
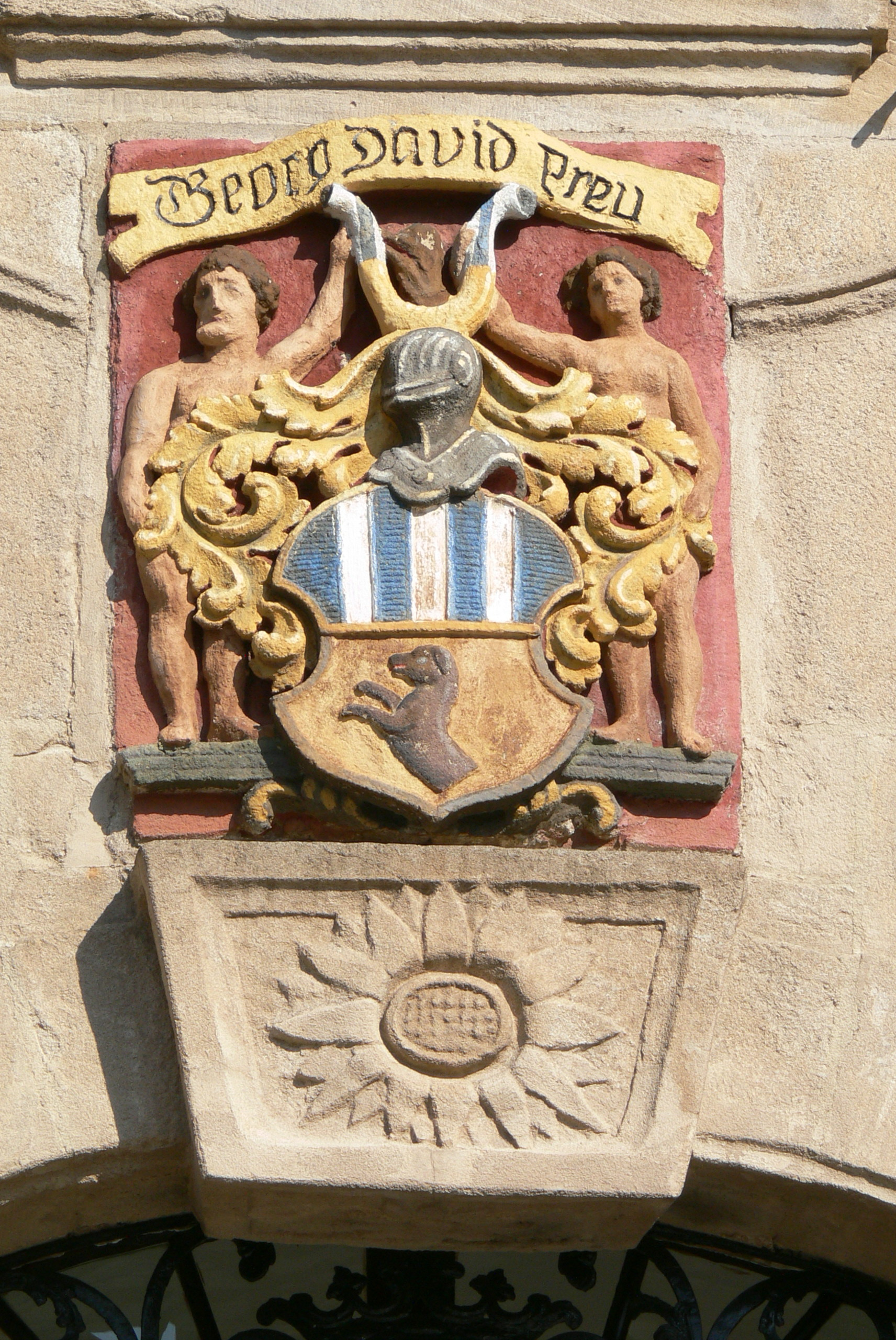
Wappen der Preu am Haus am Marktplatz 9
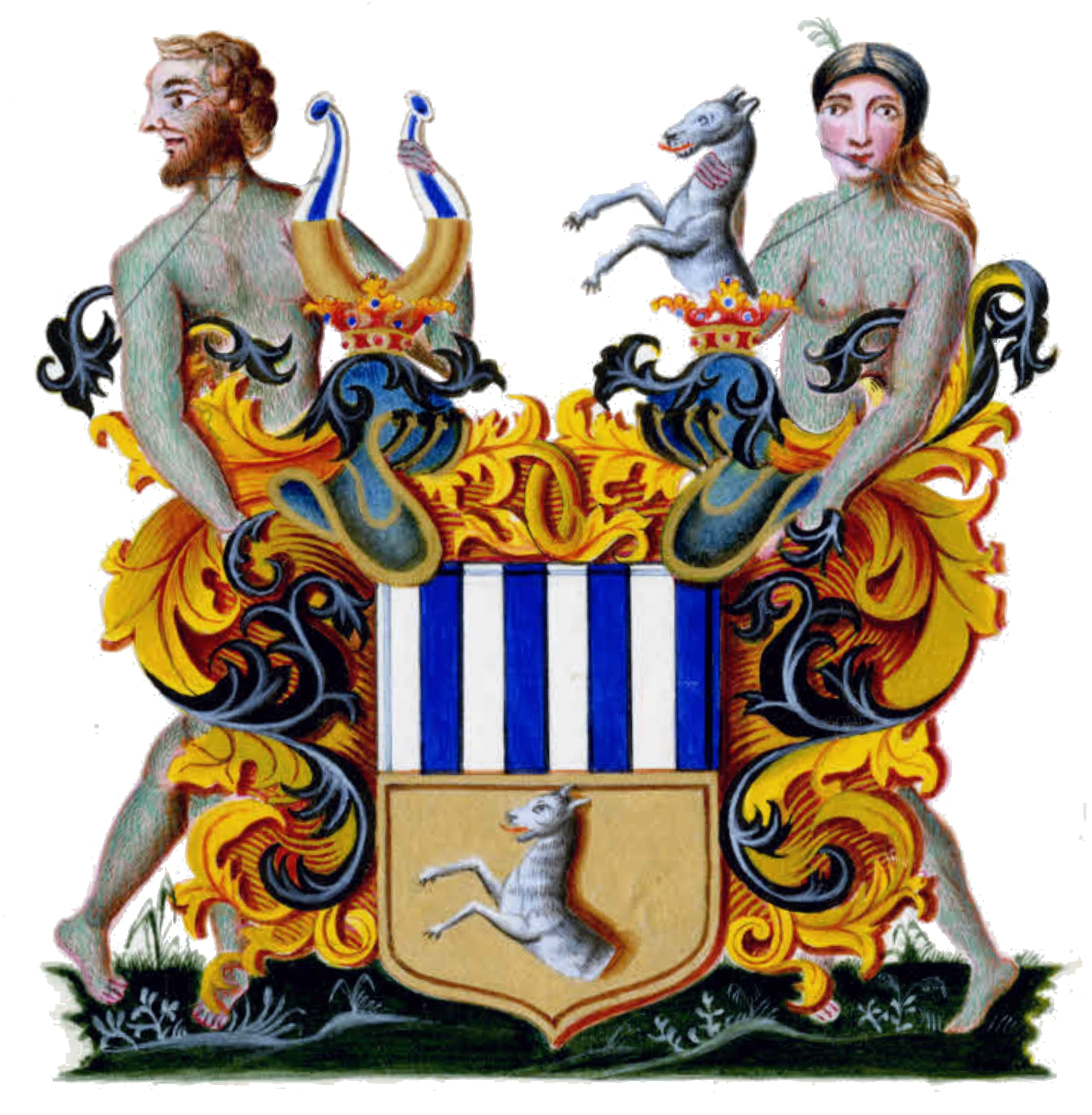
Ritterstand-Wappen von Preu 1856

## Familienoberhäupter seit 1440

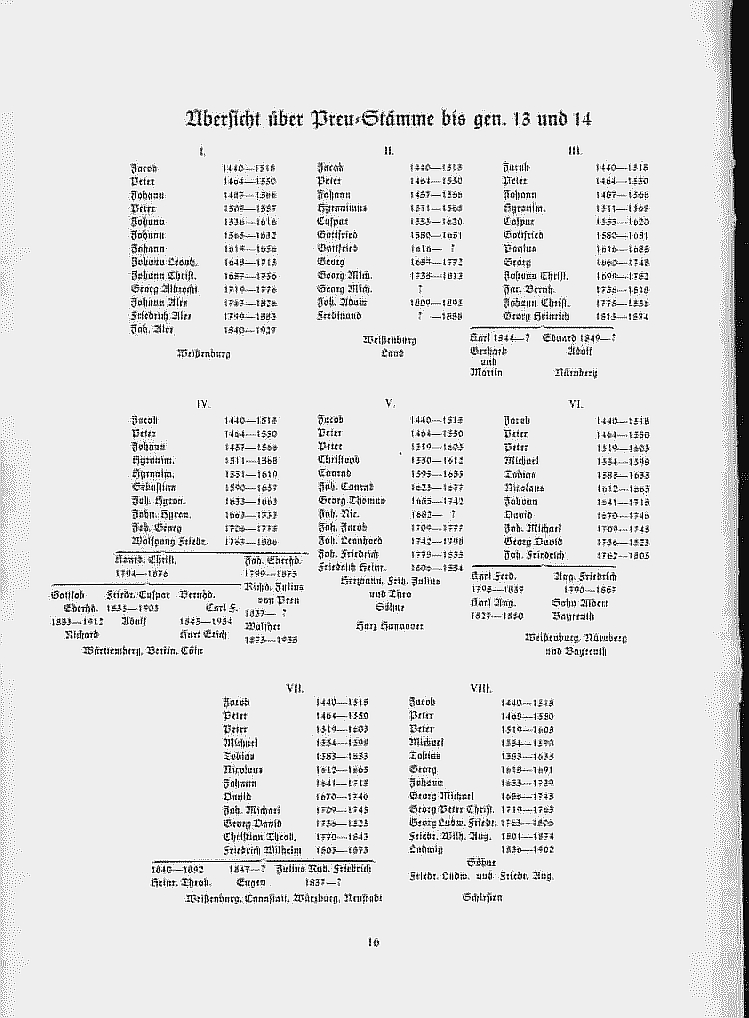
Stämme der Preu, Übersicht

| 1440–1518 | Jacob Preu, Weißenburg, Tabella I No. 1 Blatt No. 1                                           |
| 1464–1550 | Peter von Preu, I 2 1, in den Adelsstand erhoben                                              |
| 1519–1603 | Peter von Preu, I 3 1                                                                         |
| 1550–1612 | Christopf von Preu, II AI3 2                                                                  |
| 1595–1635 | Peter von Preu, II A I.6.6.6 2                                                                |
| 1623–1677 | Johann Conrad von Preu, II A I 5.5.2 2                                                        |
| 1655–1742 | Georg Thomas von Preu, II A I 6.6.6 2                                                         |
| 1682–1723 | Johann Nicolaus von Preu, II A I 7.2 2                                                        |
| 1709–1777 | Johann Jacob von Preu, II A I 8.3 3                                                           |
| 1742–1795 | Johann Leonhard von Preu, Pfarrer in Rothesütte und Begründer der Harzer Linie, II A I 1.10 5 |
| 1778–1833 | Johann Friedrich von Preu, Pfarrer zu Rothesütte, II A I 1 5                                  |
| 1806–1884 | Friedrich Heinrich von Preu, Pfarrer zu Rothesütte, II A I 2 26                               |
| 1830–1912 | Hermann Friedrich Leonhard von Preu, Pfarrer zu Sülzhayn und Werna im Harz, II A II 1 29      |

## Bekannte Familienmitglieder
- Georg Michael Preu (1681–1745), evangelischer Theologe und Schriftsteller